# Naucelle
Naucelle é uma comuna francesa na região administrativa de Occitânia, no departamento de Aveyron. Estende-se por uma área de 23,23 km². Em 2010 a comuna tinha 2 154 habitantes (densidade: 92,7 hab./km²).